# Настаси, Мирьям
Мирьям Настаси (нидерл. Mirjam Nastasi; род. 7 июня 1946, Утрехт) — нидерландская флейтистка и музыкальный педагог.
Училась в Утрехтской консерватории у Адриана Бонсела, затем во Фрайбургской Высшей школе музыки у Николауса Делиуса и Ореля Николе (флейта) и во Фрайбургском университете у Ганса Генриха Эггебрехта (музыковедение). Выступала как исполнительница современной музыки (в том числе с пианистом Джеффри Маджем) и старинного репертуара (с Франсом Брюггеном, Бобом ван Аспереном и другими). Записала пять альбомов с музыкой для флейты соло, от барокко до современности.
Преподавала в Гаагской консерватории, во Франкфурте и Майнце. С 1991 года профессор флейты во Фрайбургской Высшей школе музыки, в 1996—2006 гг. её ректор. Подготовила ряд научных публикаций, в том числе факсимильное научное издание «Метода для флейты» Мишеля Корретта (1978).